# 埃勃拉
埃勃拉，西亚古国，存在时期大致从公元前3000年至公元前2000年初。位于今叙利亚沙漠中的马尔狄赫荒丘。

## 歷史
埃勃拉曾為薩爾貢或其孫納拉姆辛所滅，並遭受大火。

## 考古

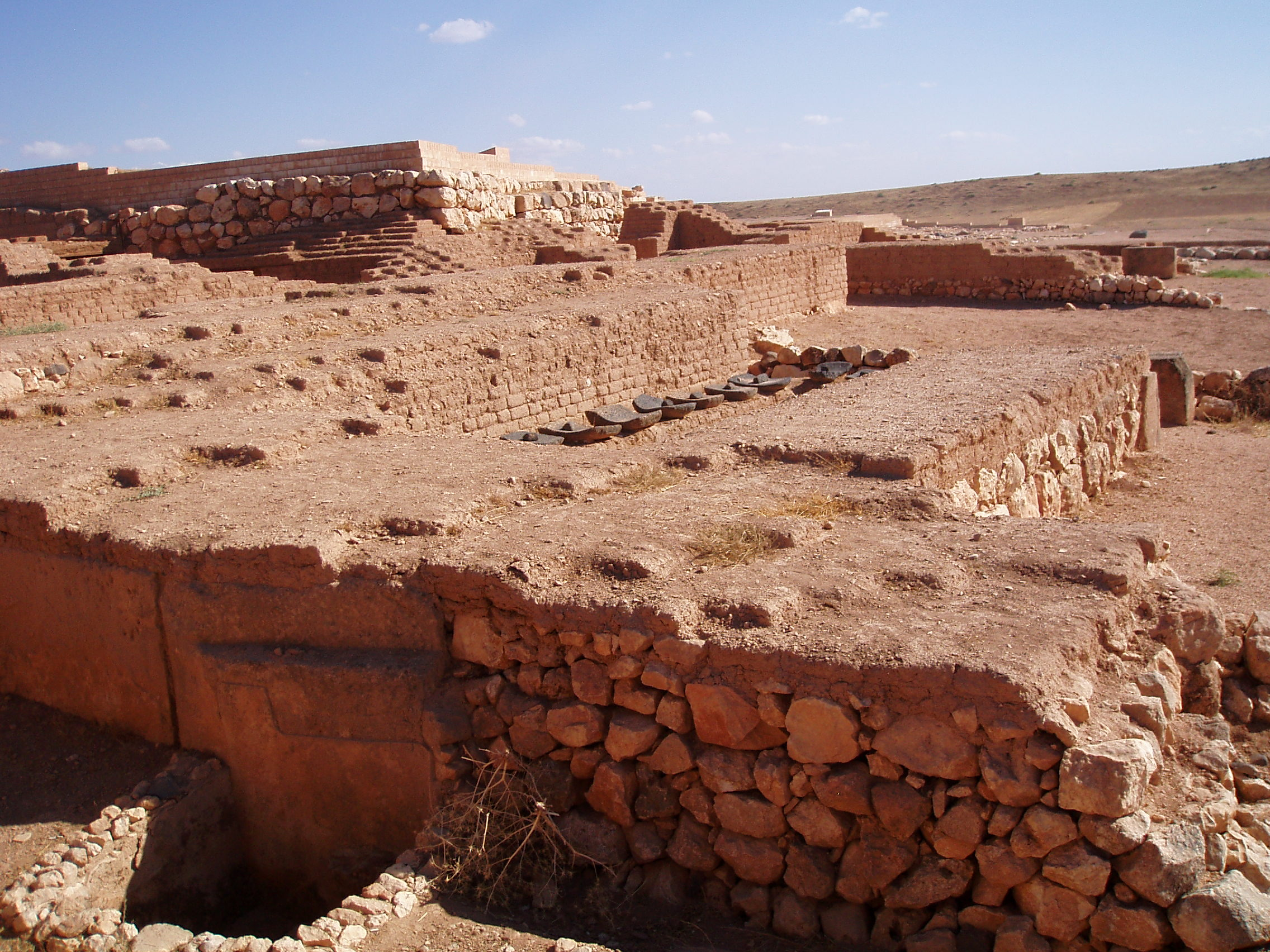
埃勃拉城遺址的一部分

埃勃拉由意大利考古学家保罗·马蒂尔博士率领的罗马大学考古队于1962年发现。早先，在1955年，一个农民偶然在沙漠裡发现了一个石狮子和一个圣盆。但未得到人们的重视。直至保罗·马蒂尔博士的挖掘工作震惊了世界。他们在这里发现了王室檔案館近兩萬塊以楔形文字書寫埃勃拉語、公元前3000年期間的泥版文书（埃勃拉文书）。發現時考古學界尚未了解埃勃拉語，但因發現與蘇美語之詞彙對照表，後其中有許多可解读。据出土的文物分析，当时埃勃拉都城內住居人口2.2万之多，而整个埃勃拉城邦鼎盛时期人口高达26万，在当时已算得上大国。